# Drapeau de la Corée du Sud

Drapeau de l'Armée de terre.

Pavillon de la Marine.

Drapeau du président de la république.

Drapeau du Premier ministre.

Drapeau du Gouvernement.

Le drapeau de la Corée du Sud est le drapeau national et le pavillon national de la république de Corée.
Il est nommé le Taegeukgi. Il est blanc frappé d'un Taijitu (symbole du yin yang, dont l'équivalent coréen est le um yang) rouge (dessus) et bleu (dessous), celui-ci étant nommé Taegeuk et signifiant l'origine de toute chose dans l'univers. Le long des quatre diagonales, sont disposés quatre trigrammes du Livre des Mutations représentant les quatre éléments : la terre, l’air, le feu et l'eau. Chaque symbole a son complémentaire (air et terre, feu et eau, yin et yang). C'est donc l'idée d'harmonie universelle qui a guidé la conception du drapeau.

## Historique

Drapeau sous la période Joseon : 1392-1882.
Drapeau sous la période Joseon puis de l'Empire coréen : 1882-1910.
Drapeau du gouvernement provisoire de la république de Corée : 1919-1945.
Drapeau du gouvernement provisoire de la république de Corée : 1945-1948.
Drapeau de la république de Corée : 1948-1949.
Drapeau de la république de Corée : 1949-1984.
Drapeau de la république de Corée : 1984-1997.
Drapeau de la république de Corée : 1997-2011.
Drapeau de la république de Corée : depuis 2011.

## Description

### Construction
- Geon (☰) = 하늘 (天) = haneul (l'air), en haut à la hampe
- Li (☲) = 불 (火) = bul (le feu), en bas à la hampe
- Gam (☵) = 물 (水) = mul (l'eau), en haut sur le flottant
- Gon (☷) = 땅 (地) = ttang (la terre), en bas sur le flottant

Créé par Park Yeong-hyo en août 1882 sous le règne du roi Gojong de la dynastie Joseon, il devient officiel le 6 mars 1948, mais les spécifications exactes furent établies le 15 octobre 1945.
天 et 地 peuvent également être vues comme opposés de par les sens de Ciel (天) et de Terre (地).

### Couleurs
| Scheme | Munsell      | CIE (x, y, Y)        | Pantone | RGB Hex |
| ------ | ------------ | -------------------- | ------- | ------- |
| Blanc  | N 0.5        | 0, 0, 0              | Safe    | #FFFFFF |
| Rouge  | 6.0R 4.5/14  | 0.5640, 0.3194, 15.3 | 186c    | #CD2E3A |
| Bleu   | 5.0PB 3.0/12 | 0.1556, 0.1354, 6.5  | 294c    | #0047A0 |
| Noir   | N 9.5        | 0, 0, 0              | 0       | #000000 |

Les jours de deuil, le drapeau est levé à la moitié du mât.

## Trigrammes
|  | Nom en Coréen | Nature       | Saisons          | Cardinaux    | Quatre vertus        | Famille        | Caractère            |
|  | ------------- | ------------ | ---------------- | ------------ | -------------------- | -------------- | -------------------- |
|  | Geon (건乾)   | Ciel (천天)  | Été (하夏)       | Sud (남南)   | L'humanité (인仁)    | Père (부父)    | Vigueur (강건함健)   |
|  | Gam (감坎)    | Eau (수水)   | Automne (추秋)   | Ouest (서西) | Connaissances (지智) | Fille (중녀女) | Entrée (빠지는 것陷) |
|  | Gon (곤坤)    | Terre (땅地) | Hiver (동冬)     | Nord (북北)  | Justesse (의義)      | Mère (모母)    | Douceur (유순함順)   |
|  | Ri (리離)     | Feu (화火)   | Printemps (춘春) | Est (동東)   | Courtoisie (예禮)    | Fils (중남子)  | Sortie (붙는 것離)   |

| S |  |  | O |
| E |  |  | N |

## Historique du logo
Le Northern Pacific Railway, compagnie de chemin de fer du nord-est des États-Unis a adopté un logo présentant un taijitu en 1893. Edwin Harrison McHenry, ingénieur en chef de la compagnie qui lors d'une visite à la Chicago World's Fair, fut frappé par la figure géométrique imprimée sur le drapeau de la Corée, qu'il trouva simple et efficace et proposa comme logo de la compagnie.